# كجرات
كُجَرَات (بالهندستانية: گجرات) ولاية في شمال غرب الهند، خامس أكبر ولاية هندية بمساحة 196,024 كـم2 (75,685 ميل2). وتاسع أكبر ولاية من حيث عدد السكان بتعداد سكاني بلغ 60.4 مليون نسمة في عام 2011. كجرات تجاور بحر العرب وباكستان والولايات التالية: راجستان ومدهيا برديش وأتر برديش ومهاراشترة وإقليم دادرا وناغار هافيلي ودامان وديو، يبلغ طول ساحلها حوالي 1600 كم (990 ميل) وهو أطول ساحل لولاية هندية. عاصمتها هي غانديناغار التي سميت على اسم المهاتما غاندي الذي ولد في مدينة بوربندر الساحلية بالولاية، في حين أن أكبر مدنها أحمد آباد. لغتها الرسمية هي اللغة الكجراتية.
يوجد في الولاية 23 موقع يعود لحضارة وادي السند، أهم تلك المواقع هي لوتهال (أول حوض جاف في العالم) دولافيرا (خامس أكبر موقع). كانت مدينتي بهروش وخمبهات الساحلية في الولاية من أهم الموانئ والمراكز التجارية في الإمبراطورية الماورية وإمبراطورية جوبتا وسلالات الحاكمة من شعب ساكا. كجرات واحدة من الولاية الهندية الأربع التي تحظر بيع الكحول. تعد حديقة جير فورست الوطنية في الولاية الموئل البري الوحيد الباقي للأسد الآسيوي في العالم.
اقتصاد الولاية هو رابع أكبر اقتصاد في الهند إذ يبلغ الناتج المحلي الإجمالي للولاية 16.55 تريليون روبية (أي ما يعادل 19 تريليون روبية أو 230 مليار دولار أمريكي في عام 2023) وهي في المرتبة العاشرة من حيث نصيب الفرد من الناتج المحلي الإجمالي بين الولايات بنصيب بلغ 215٬000 روبية هندية (3٬600 دولار أمريكي)، تصدر الولاية حوالي ثلث الصادرات الوطنية. تحتل الولاية المرتبة 21 بين الولايات الهندية وأقاليم الاتحاد في مؤشر التنمية البشرية، وهي مركز صناعي تقل فيه البطالة. لكن الولاية تحتل مرتبة سيئة في بعض المؤشرات الاجتماعية وتنتشر فيها حالات العنف الديني.

## التسمية
اسم كجرات مشتقة من اسم سلالة غورجارا براتيهارا التي حكمت الولاية في القرنين الثامن والتاسع الميلادي. وعرفت أجزاء من راجستان وكجرات الحديثة باسم جورجارات أو جورجارابومي لعدة قرون قبل حكم المغول للولاية. كُتب أيضا جُزَرَات لكن الأول أصح.

## التاريخ

### التاريخ القديم
كانت الولاية واحدة من المناطق الرئيسية التي ظهرت بها حضارة وادي السند، أبرز مثال على ذلك مدن لوتهال ودولافيرا وجولا دورو القديمة. كانت مدينة لوتهال أول ميناء معروف في الهند، وكانت مدينة دولافيرا واحدة من أكبر وأبرز المدن في الهند. إجمالا اكتشفت أطلال حوالي خمسين مستوطنة لحضارة وادي السند في الولاية.
يتميز التاريخ القديم لولاية كجرات بغناه نظرًا لشهرة سكانها في التجارة. هنالك دلائل تاريخية تُظهر بوضوح العلاقات التجارية التي كانت لأهل الولاية مع مصر والبحرين وسومر خلال الفترة من 1000 إلى 750 قبل الميلاد. تعاقب على حكم منطقة الولاية العديد من الإمبراطوريات الهندية المختلفة مثل الإمبراطورية الماورية وWestern Satraps وساتافاهانا وإمبراطورية جوبتا وسلالة تشالوكيا الحاكمة وسلالة راشتراكوتا وإمبراطورية بالا وسلالة غورجارا براتيهارا وسلالتي Maitrakas وسلالة تشولوكيا.

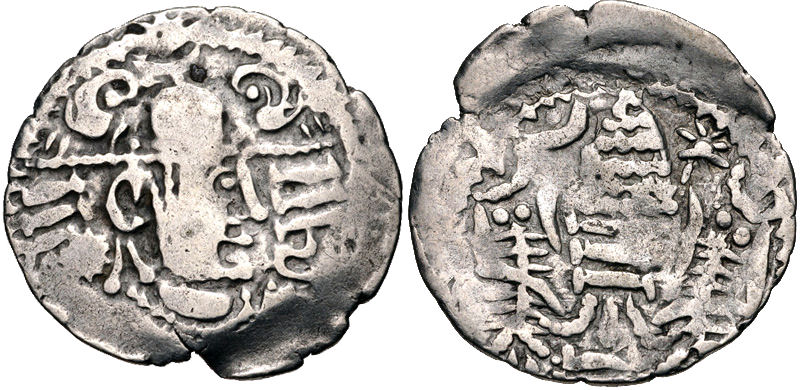
عملة من الولاية تعود لسلالة شافدا تقريبا 570-712 م. فيها تمثال نصفي على الطراز الساساني يمين ومذبح النار؛ نجمة وهلال يحيطان باللهب.

البداية كانت بغزو تشاندراغبت موريا للممالك التي كانت تحكم ولاية الكجرات، عينت الإمبراطورية الماورية بوشياغوبتا من طبقة فايشيا ليحكم مقاطعة سوراشترا (منطقة الولاية الحالية). ثم انحسرت الإمبراطورية الماورية وسيطر سامبراتي ابن أشوكا على سوراشترا الجزء الجنوبي. تروي مخطوطات القرن السادس عشر قصة مختلقة أساسها أن تاجر الملك جوندوفاريس رافق الرسول توما في سفره إلى أرض الولاية.
كان لحكام الساكا تأثير بارز في تاريخ ولاية الكجرات امتد لقرابة ثلاثمائة عام منذ بداية القرن الأول الميلادي. أسس رودرادامان الأول من أرض الولاية سلالة كارداماكا التي حكمت من أنوبا على ضفاف نهر نارمادة إلى منطقة أبارانتا المتخامة للبنجاب. شهدت الولاية عدة معارك بين سلالة ساتافاهانا والكشاتراباس الغربيين. كان أبرز حكام تلك السلالات غوتاميبوترا ساتاكارني حاكم ساتافاهانا، الذي هزم المرازبة الغربيين واستولى على أجزاء من الولاية في القرن الثاني الميلادي.
غزا شاندراجوبتا الثاني حاكم إمبراطورية جوبتا الولاية، ترك خليفته سكانداغوبتا نقشا (450 م) على صخرة في جوناغاد تصف الإصلاحات العمرانية التي قام بها حاكم المنطقة. بدأت إمبراطورية جوبتا في الاندثار بحلول منتصف القرن الخامس، فاستغل الجنرال سيناباتي بهاتاركا الفرصة وأسس في عام 470 ولاية مايتراكا ونقل عاصمة الإقليم من جيرينجر إلى فالابي قرب بهافا نجر على الساحل الشرقي لسوراشترا. سرعان ما ازهرت ولاية مايتراكا حيث سيطرت على أجزاء كبيرة من الولاية ومنطقة مالوا المجاورة، أنشئ في هذا العهد جامعة اشتهرت بعلمها وقورنت بجامعة نالاندا في بهار. زار الفيلسوف والحاج الصيني شوانزانغ الإقليم في عام 640 م في عهد دروفاسينا خلال رحلته عبر طريق الحرير.
كانت الولاية معروفة لليونانيين القدماء وكانت سكان الولاية على دراية بمراكز الحضارة الغربية حتى نهاية العصور الوسطى الأوروبية. أقدم مصدر يذكر تاريخ كجرات هو كتاب الطواف حول البحر الإرتيري الذي عمره 2000 عام.

### العصور الوسطى

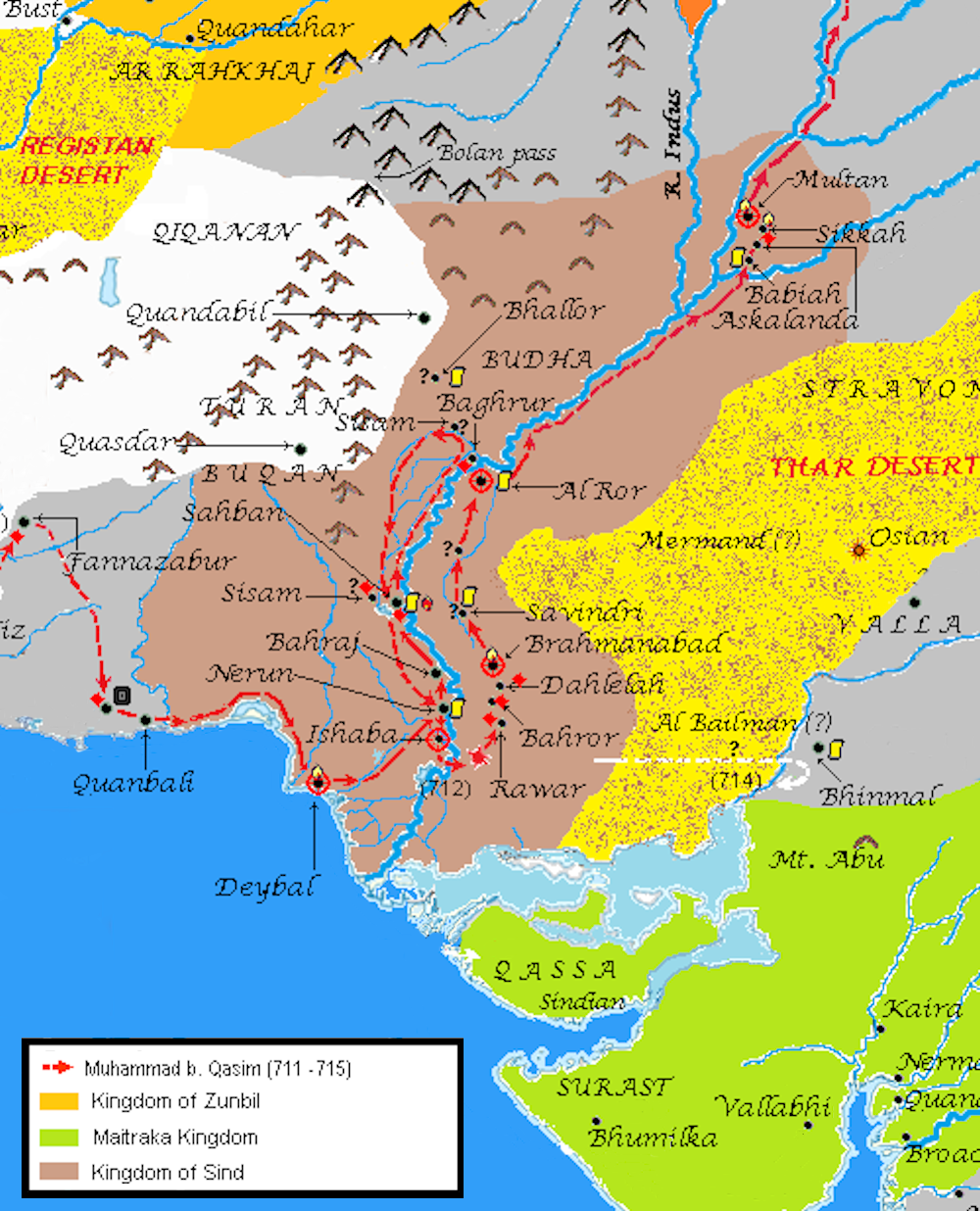
خط سير جيش محمد بن القاسم في السند باللون الأحمر
صحراء (صحراء رجيستان وصحراء طهار)
إقليم السند (تقريبا 632–712)
(تقريبا 475 – تقريبا 776)

ظهرت الدولة الأموية في بدايات القرن الثامن وامتد حكمها من الأندلس غربًا إلى السند شرقًا، بعثت الدولة محمد بن القاسم الثقفي لفتح السند سنة 92 هجري (711) وفم يلبث إلى أن فتح أغلب الإقليم في سنوات يسيرة، حتى توفي الوليد بن عبد الملك وتبعه أخوه سليمان الذي عزل محمد عن حكم السند. ضاع أغلب السند بعد عزل محمد إذ تحالف الحكام الهنود بقيادة ناغابهاتا الأول من سلالة غورجارا براتيهارا وفيكراماديتيا الثاني من سلالة تشالوكيا وبابا راوال من سلالة غوهيلا وهاجموا الأرضي الأموية ليتنكس الأمويون على إثر هذه الهجمات إلى غرب نهر السند. احتفل الهندوس بهذا النصر فسمي الجنرال بوليكشين أمير تشالوكيا لاتا بلقب Avanijanashraya (ملجأ أهل الأرض) ووُصفه إمبراطور تشالوكيا فيكراماديتيا الثاني بـمبيد الحشرات الذي لا يُقهر.
بدأت فترة مثلث كانوج في نهاية القرن الثامن والتي سيطرت فيها السلالات ثلاث رئيسة على من القرن الثامن إلى القرن العاشر هي سلالة غورجارا براتيهارا في شمال غرب الهند وسلالة راشتراكوتا في جنوب الهند وإمبراطورية بالا في شرق الهند. في تلك الفترة كان يحكم شمال الولاية سلالة غورجارا براتيهارا، بينما كان يحكم جنوبها سلالة راشتراكوتا. ورغم ذلك تشير أقدم السجلات الكتابية لـ جوجار بهروش إلى أن سلالة غورجارا براتيهارا حكمت جنوب ولاة كجرات في عهود دادا الأول والثاني والثالث (650-750). حكمت سلالة الراشتراكوتا منطقة لاتا في جنوب الولاية في وقت لاحق حتى استولى عليها تايلابا الثاني حاكم إمبراطورية تشالوكيا الغربية.
هاجر الزرادشتيون من إيران الكبرى إلى الحدود الغربية للهند (كجرات والسند) في القرن الثامن أو العاشر، وعرف أحفادهم بالبارسيون. حكمت سلالة تشالوكيا الولاية من حوالي عام 960 إلى 1243. كانت كجرات مركزًا تجاريًا رئيسيًا في المحيط الهندي، وكانت عاصمتها أنهيلوارا (باتان الحالية) من بين أكبر المدن في الهند بتعداد سكاني يُقدر بـ 100,000 نسمة في عام 1000. خسرت سلالة تشالوكيا كجرات بعد أن سيطر عليها زعماء سلالة فاجيلا في العام 1243 ثم أصبح الفاجيلا تابعين لسلالة سيونا (يادافا) في الدكن في عام 1292. كان كارانديف من سلالة فاجيلا آخر حاكم هندوسي يحكم كجرات بعد أن هزمه علاء الدين الخلجي سلطان دلهي في عام 1297 لتخدل الولاية تحت جناح المسلمين وتخرج من تحت سيطرة الراجبوت للأبد.
اكتُشفت بقايا من القطن الكجراتي في مصر تعود لعصور الدول الفاطمية والأيوبية والمملوكية أي الفترة بين القرن العاشر والقرن السادس عشر. عُثر على بقايا مماثلة في الشرق الأقصى مثل إندونيسيا في دلالة على تجارة كجرات المزهرة في أرجاء الأرضي العصور الوسطى.

### الحكم الإسلامي
حاول قطب الدين أيبك عامل الغوريون على الهند ضم كجرات إلى الدولة الغورية في عام 1197 لكنه فشل في حملته. استوطن التجار العرب ساحل الولاية الغربي في القرن الثاني عشر ومعهم ازدهر حال الجالية الإسلامية وكثر عددها وقوتها. غزا علاء الدين الخلجي في عام 1297 سلطان دلهي الولاية ودمر مدينة أنهيلوارا الهندوسية وضم كجرات إلى سلطنة دلهي.
هاجر إلى الولاية في بدايات الحكم الإسلامي شاه علم وهو صوفي شهير من أتباع الطريقة الجشتية والعديد من أبناء أبو بكر العدني، ومحمد بن عمر بحرق الحضرمي الذي كان معلمًا في بلاط الولاية. هاجر إلى الولاية في عهد السلطان محمود بغادة الفيلسوف هيبة الله شاه مير الشيرازي والمفكر أبو فضل الغزاروني الذي علم أبو الفضل بن مبارك مؤلف كتاب كتاب أكبر. وكثر وجود النخب الرومية في سلطنة كجرات بسبب تحالف السلطنة مع الدولة العثمانية لحماية جدة والبحر الأحمر من الإمبريالية البرتغالية، تولى بعض من هؤلاء الروم وزارة ولاية الكجرات.

#### سلطنة الكجرات
استقل حاكم كجرات المسلم مظفر شاه الأول عن سلطنة دلهي بعدما ضعفت في أواخر القرن الرابع عشر بعد غزو تيمورلنك لها، تبع مظفر خان ابنه السلطان أحمد شاه (حكم 1411-1442) في الحكم واتخذ مدينة أحمد آباد عاصمة لها، ازهر في عهده ميناء خمبهات وأصبح أهم ميناء تجاري في الكجرات. كان للسلطنة علاقات وثيقة مع ملوك مصر التي كانت القوة الرئيسة في الشرق الأوسط كما هاجر إليها عدد من العلماء المصريين مثل بدر الدين الدماميني ومكث فيها عدة سنوات تحت حكم السلطان قبل أن ينتقل إلى الدولة البهمنية في هضبة الدكن.
اشتهرت سلطنة كجرات بثرائها وازدهارها طول قرنين من الزمن، اشتهر التاجر الكجراتي في تلك الفترة في جميع موانئ المحيط الهندي، وتوسع الكجراتيون (على اختلاف دينهم) في مختلف فروع التجارة مثل تجارة السلع والسمسرة وصرافة العملات والإقراض والخدمات المصرفية. ذكر تومي بيريس وهو مسؤول برتغالي في ملقا ظروف سكان كجرات في عهدي محمود الأول ومظفر الثاني فذكر أن شهرتهم بلغت ما بين عدن وملقا.
كما كان لكجرات تجارة مع غوا وهضبة الدكن وساحل المليبار، ذكر دوارتي باربوسا أن كجرات كانت تستورد الخيول من الشرق الأوسط والفيلة من المليبار وتصدر الشيت والحرير والعقيق والزنجبيل والتوابل الأخرى والعطريات والأفيون والنيلي وغيرها مواد الصباغة والحبوب والبقوليات. ذكر على محمد خان مؤلف كتاب ميرات الأحمدي إلى أن سلطنة دلهي تقوم على القمح والشعير وسلطنة كجرات تقوم على المرجان واللؤلؤ كناية عن ثراء الولاية. بسبب ثراء سلاطين كجرات اهتم بالحياة الثقافية فراعوا العلماء والفنانين وبنوا المدارس الدينية.

#### كجرات المغولية
غزا السلطان همايون السلطنة في عام 1536 ومكثت تحت سيطرت الدولة المغولية لفترة وجيزة حتى اضطر همايون إلى سحب قواته منها لمحاربة شير شاه سوري الذي كان يهدد عرشه. ثم استقلت سلطنة كجرات وظلت مستقلة حتى ضمها السلطان جلال الدين أكبر في عام 1572. أصبح ميناء سورت (الميناء الهندي الوحيد المواجه للغرب) الميناء الرئيس لسلطنة المغول، واكتسب الميناء شهرة عالمية كبيرة بسبب تصديرها للحرير والماس لدرجة مثل البندقية وبكين في الوقت الحالي، ولقبت المدينة بباب مكة لمرور ركب الحجاج الهندي منها.
كانت الولاية واحدة من اثني عشر صوبة في عهد جلال الدين أكبر وكانت أحمد أباد قاعدتها. ولد أورنكزيب الابن الثالث لشاه شاجهان وسادس سلاطين المغول في داهود في الكجرات. كان والده شاهشجهان في وقت ولادته آنذاك صوبدار الكجرات، وقبل أن يصبح أورنكزيب سلطنًا كان أيضا من صوبدار كجرات لمدة عامين. عين أورنكزيب ابنه الأكبر صوبدار كجرات في عام 1704 وأوصاه بأهلها لأنها محل ولادته.

### إمبراطورية الماراثا

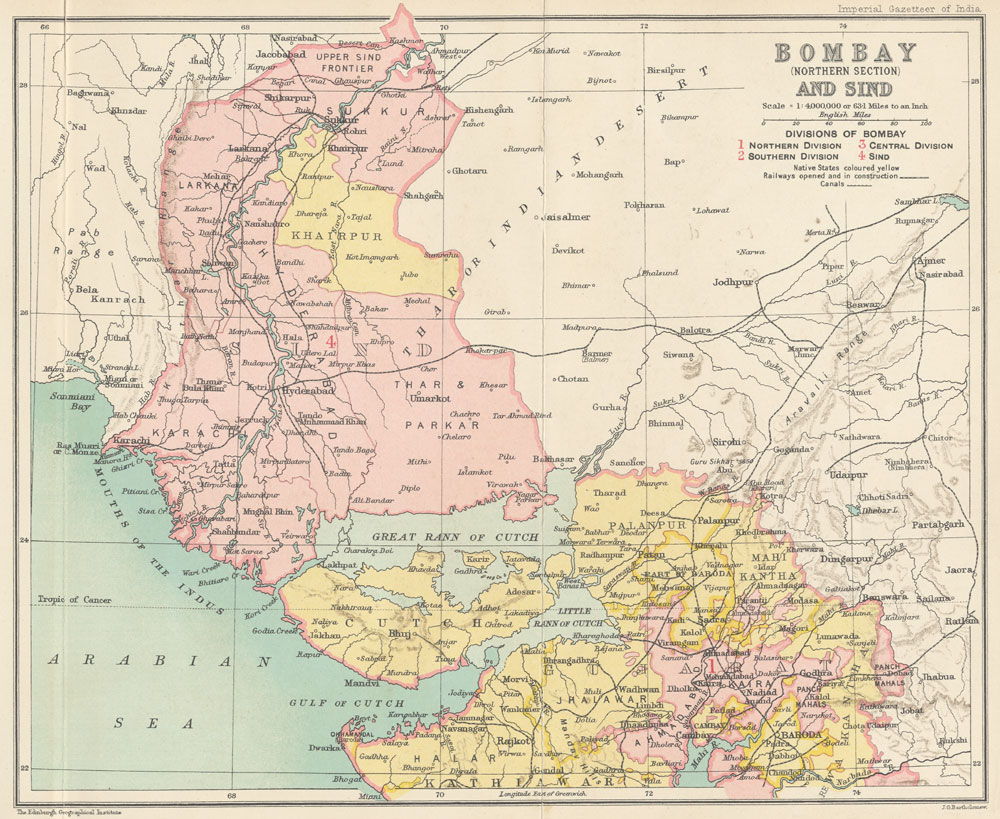
الجزء الشمالي من رئاسة بومباي في عام 1909.

عندما بدأت إمبراطورية المغول بالضعف في منتصف القرن السابع عشر، كان إمبراطورية الماراثا ينتشرون في غرب الهند فغزا تشاتراباتي شيفاجي أشهر حكام الماراثا سورات في جنوب كجرات في عام 1664 وغزاها مرة أخرى في 1672. قوبلت غزوات المارثا في بداياتها بمقاومة في سوراشترا، وقامت دول في جوناغاد وجامناجار وبهافناجار وأخرى بالولاية قاوموا كلهم غزوات المارثا.

### الاستعمار الأوروبي

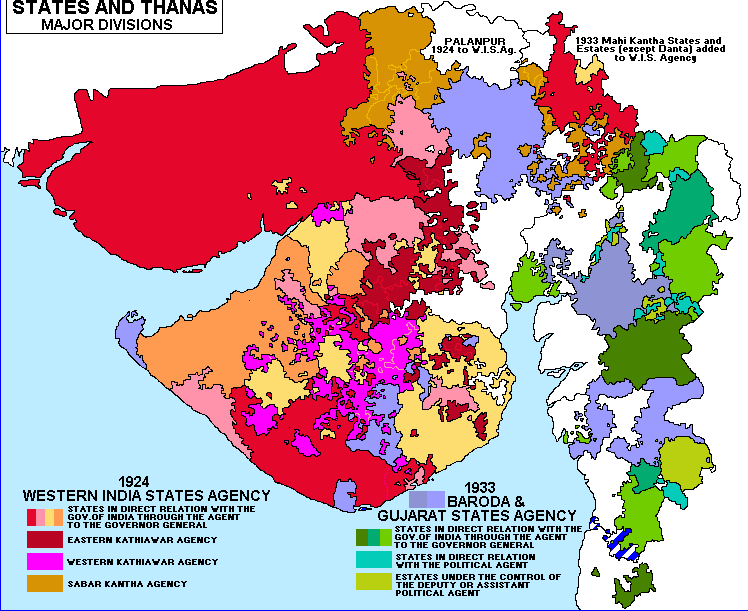
ولاية كجرات الأميرية في عام 1924.

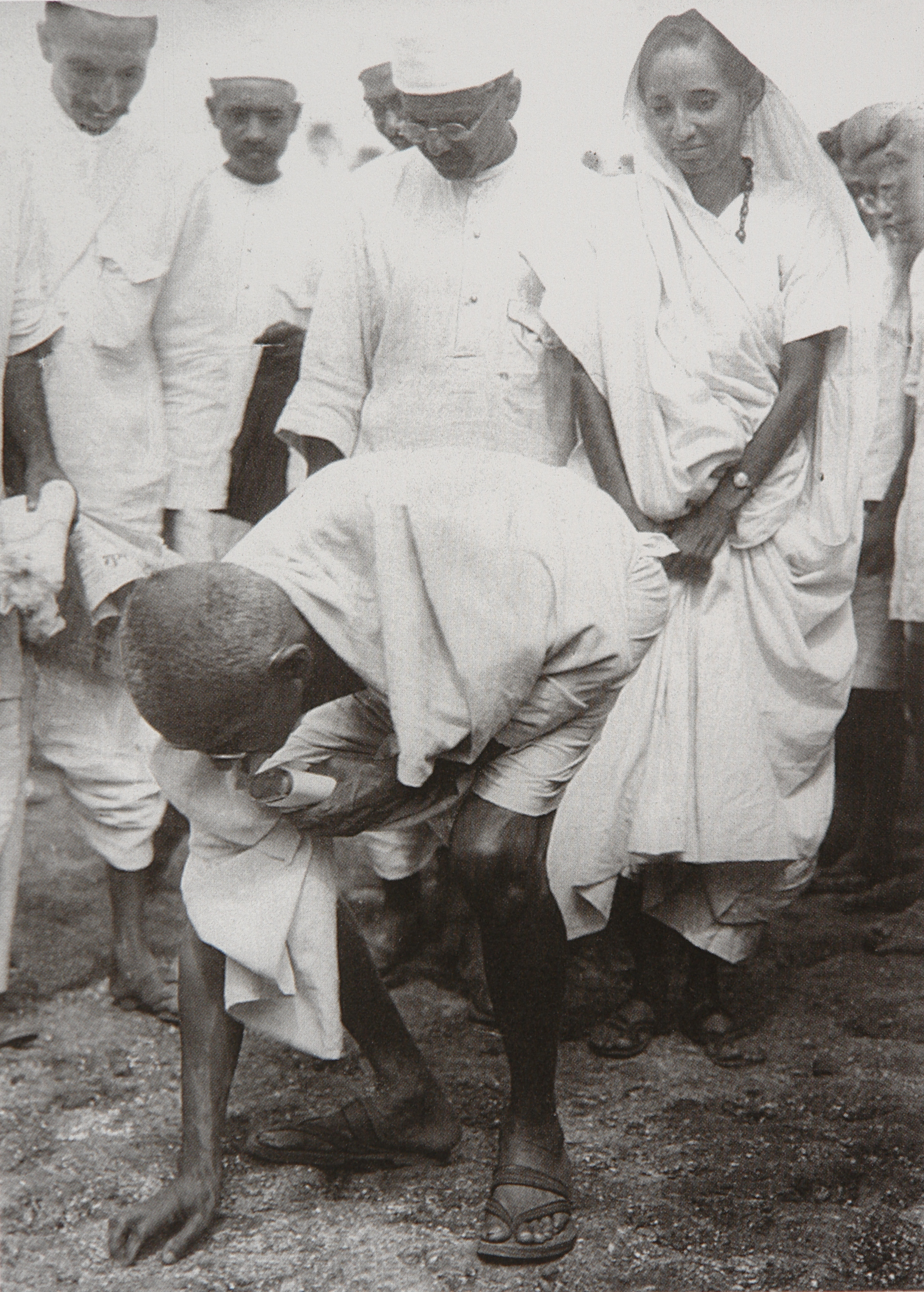
المهاتما غاندي يأخذ حفنة من الملح من شاطئ داندي في جنوب كجرات، منهيا مسيرة الملح في 5 أبريل 1930.

شهد عصر الكشوفات الجغرافية ازدهار الرحلات البرتغالية والإسبانية عن طرق تجارية إلى الهند. يقال أن المستكشف البرتغالي فاسكو دا جاما اكتشف طريق رأس الرجاء الصالح في عام 1497 بمساعدة البحار كوتشي كانجي مالام الذي دله على الطريق من سواحل موزمبيق في شرق إفريقيا إلى قاليقوط على ساحل مليبار في الهند. كانت الولاية غنية بشكل أنها جذبت إليها القوة الاستعمارية الأوروبية من تلك الأقاويل أن الإيرادات الجمركية لولاية كجرات وحدها في أوائل سبعينيات القرن التاسع عشر تساوي ما يقرب من ثلاثة أضعاف إجمالي إيرادات الإمبراطورية البرتغالية أوجها في أعوام 1586-87.
كان هناك احتكاك من الأسطول البرتغالي بسلطنة كجرات التي تحالفت مع الأسطول العثمانية والمملوكي بقيادة مالك أياز والأمير حسين الكردي وانتصروا على البرتغاليين في معركة شاول عام 1508 وهي أول هزيمة بحرية للبرتغال في المحيط الهندي. أسس الهولنديون والفرنسيون والإنجليز والبرتغاليون مستعمرات لها على طول الساحل الغربي للمنطقة في نهاية القرن السادس عشر، أول تلك الدول هي البرتغال التي سيطرت على عدة مناطق في الساحل الكجراتي بعد معركة ديو.
أنشئت شركة الهند الشرقية البريطانية مصنعا لها في شورت عام 1614 بعد المعاهدة التجارية التي أبرمتها مع السلطان المغولي نور الدين جهانكير كان ذلك المصنع أول قاعدة لهم في الهند، ولكن أصبحت بومباي أهم من ذلك المصنع بعد أن سلمها البرتغال للإنجليز عام 1668 بموجب معاهدة زواج تشارلز الثاني ملك إنجلترا وكاثرين من براغانزا ابنة الملك جواو الرابع ملك البرتغال.
انتزعت شركة الهند الشرقية البريطانية جزء كبير من الولاية من الماراثا بعد الحرب الإنجليزية الماراثية الثانية، وأبرم العديد من الحكام المحليين معاهدات سلام منفصلة عن إمبراطورية المارثا مع البريطانيين واعترفوا بالسيادة البريطانية على مناطق حكمهم مقابل أن يحتفظوا بإدارتها. ضرب الولاية وباء في عام 1812 قتل نصف سكانها وأثر على مكانتها الاقتصادية. ضمت الولاية لرئاسة بومباي باستثناء ولاية بارودا التي كان يديرها الحاكم العام للهند مباشرة. قسمت معظم الولاية الحالية من عام 1818 إلى عام 1947 إلى مئات الولايات الأميرية باستثناء منطقة أحمد أباد ومقاطعة بهاروش وكايرا وبانشمال التي كان يحكمها المسؤولون البريطانيون مباشرة.

### ما بعد الاستقلال

كجرات في ولاي بومباي

كانت هناك أنباء مختلفة ومتضاربة حول مصير ولاية جوناغاد التي قيل أنها ستنضم إلى الهند وقيل باكستان، وفي النهاية انضمت الولاية للهند في عام 1947 بعد استفتاء شعبي. ضمت الحكومة ولايات كجرات الأميرية السابقة في ولاية بومباي التي كان أغلب سكانها يتحدثون الكجراتية وأغلب سكان جنوبها يتحدثون الماراثية. طالب القوميين الكجراتيين في حركة ماهاكجرات والقوميين الماراثيين في حركة ساميوكتا ماهاراشترا بانقسام ولاية بومباي على أسس لغوي، وهو ما حدث فقسمت الولاية في 1 مايو 1960 إلى الولاية وماهاراشترا. حدثت أعمال الشغب في الولاية في عام 1969 قتل فيها ما لا يقل عن 660 شخص ودمرت ممتلكات تقدر بالملايين.

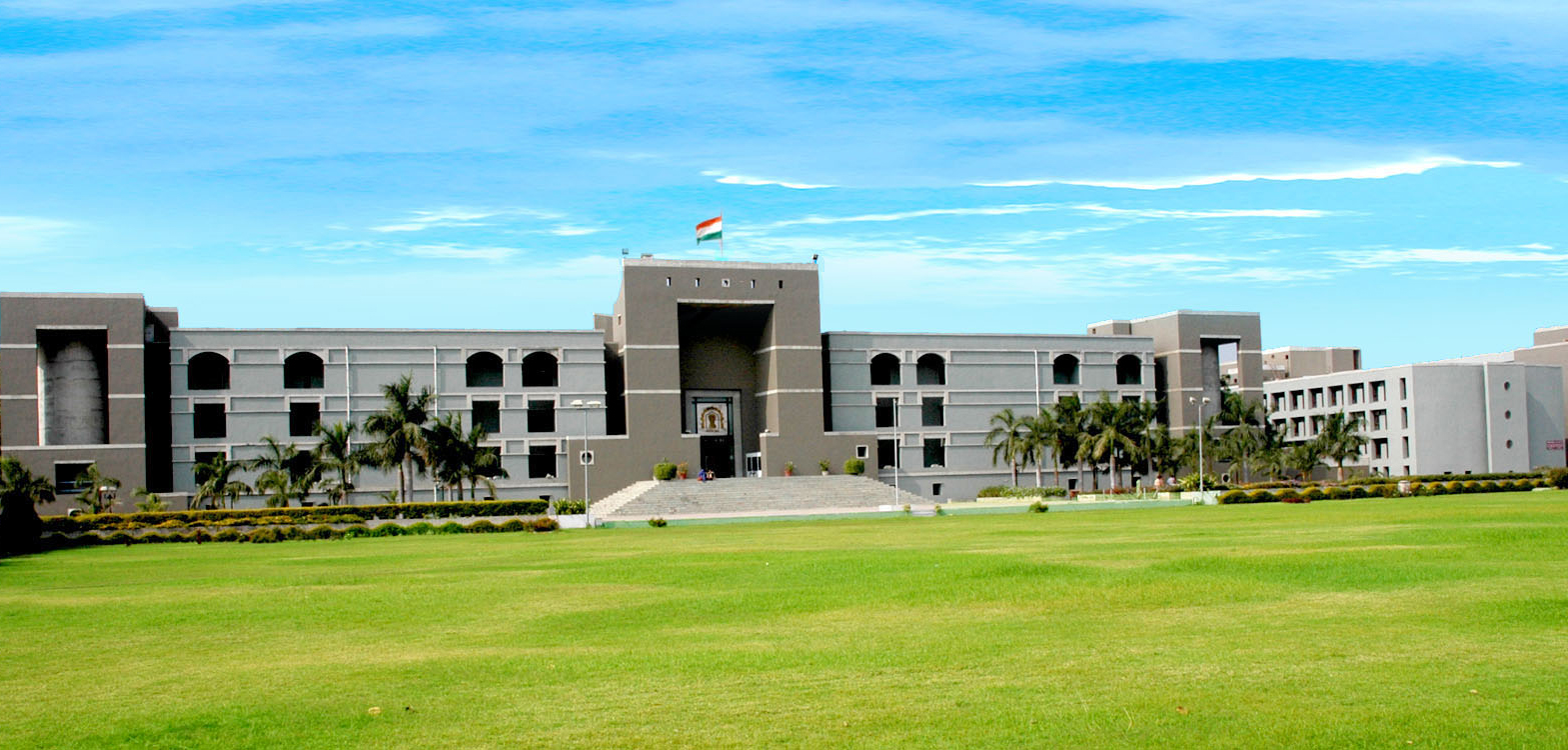
محكمة كجرات العليا في أحمد أباد

كانت أحمد أباد أول عاصمة لولاية كجرات ثم نقلت العاصمة إلى غانديناغار في عام 1970. استطاعت حركة Nav Nirman Andolan الاجتماعية التي تأسست في عام 1974 وهي حركة طلابية وشعبية من الطبقة الوسطى، الإطاحة بحكومة هندية منتخبة بعد استقلال الهند كانت هذه أول وأخر مرة. برزت الولاية كمركز صناعي مهم في الهند، وكانت سورت في غرب الهند من أقوى التجمعات الصناعية في سبعينيات القرن العشرين. ظهر قطاع الألماس في سورت بين عامي 1971 و 1981، وأيضا صناعتي الحرير الصناعي والبتروكيماويات.
انهار سد مورفي في عام 1979 وأدى انهياره إلى وفاة الآلاف من الناس وخسائر اقتصادية كبيرة. وقع زلزال في الولاية في 2001 على بعد حوالي 9 كم جنوب غرب قرية تشوباري في بهاتشاو تالوكا في مقاطعة كوتش، بقوة 7.7 درجة وأسفر عن مقتل 20,000 شخص (منهم 18 شخصا على الأقل في جنوب شرق باكستان)، وإصابة 167,000 آخرين وتدمير ما يقرب من 400,000 منزل.
أدى حرق قطار بجودهرا في فبراير 2002 إلى أعمال شغب في الولاية قتل فيها 1044 شخص (790 مسلم و254 هندوسي)، ومئات المفقودين الذين لم يعثر عليهم حتى الآن يزعم أن تلك الحادثة مدبرة وأن حكومة الولاية متواطئة في الحادثة. تعرض معبد أكشاردام لهجوم إرهابي في سبتمبر 2002 قتل فيه 32 شخص وأصيب أكثر من 80 آخرين.

## الجغرافيا

خريطة الولاية

تحد الولاية مقاطعات ناحية تهرباركر ‏ وBadin ومديرية تتا في الإقليم السند الباكستاني من الشمال الغربي وبحر العرب من الجنوب الغربي وولاية راجستان من الشمال الشرقي ومدهيا برديش من الشرق وولاية مهاراشترا وإقليم دادرا وناغار هافيلي ودامان وديو الاتحادي من الجنوب. كان يُطلق على شمال الولاية سابقا اسم أنارتا وعلى شبه جزيرة كاثياوار اسم سوراشترا وعلى الجنوب اسم لاتا، كما كانت الولاية تسمى أيضًا ببراتيشيا وفارونا. مساحة الولاية 75,686 ميل2 (196,030 كـم2) ويبلغ طول ساحلها 1,600 كـم (990 ميل) أي 24% من طول الساحل الهندي، وفيها 41 ميناء منها ميناء رئيسي واحد و11 ميناء متوسط و29 ميناء ثانوي.
أكبر أنهار الولاية في الولاية نهر نرمادة يليه نهر تابتي ونهر سابرمتي، شرق الولاية فيه العديد من الجبال الصغيرة مثل أرافالي وساهيادري وفينديا وسابوتارا.

### ران كوتش
ران كوتش هي صحراء طينية مالحة موسمية تقع على الحدود بين الهند وباكستان في مقاطعة كوتش، وهي من المناطق ذات التنوع البيولوجي الكبير.

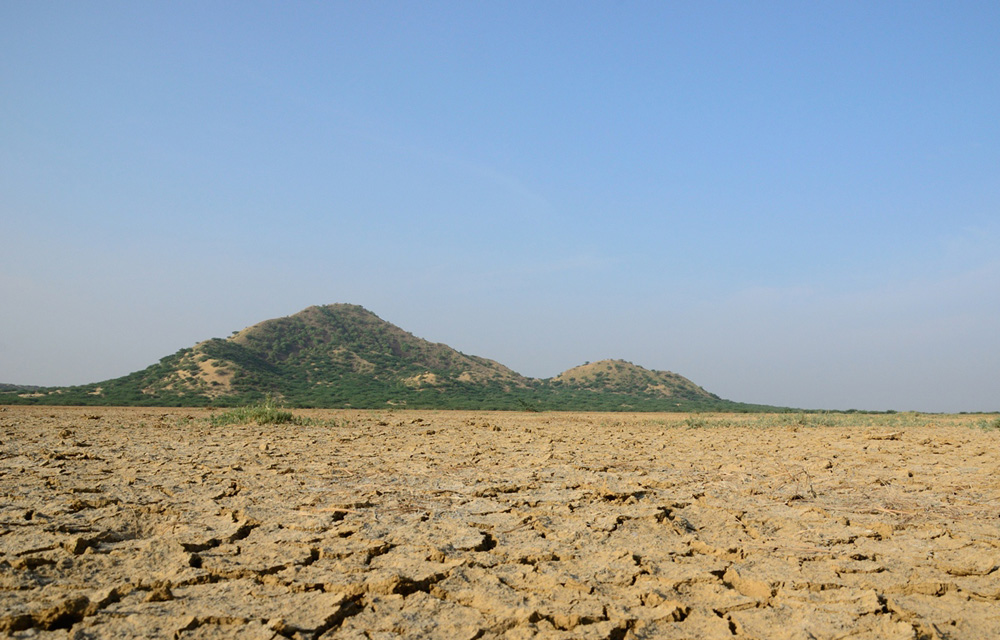
جبل كارو، كوتش
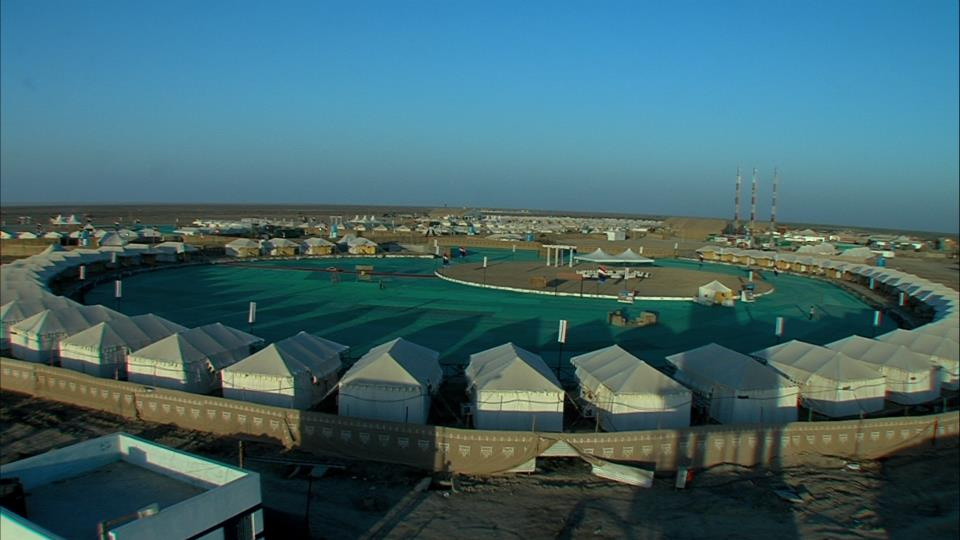
مهرجان ران أوتساف الملون السنوي في ران كوتش.
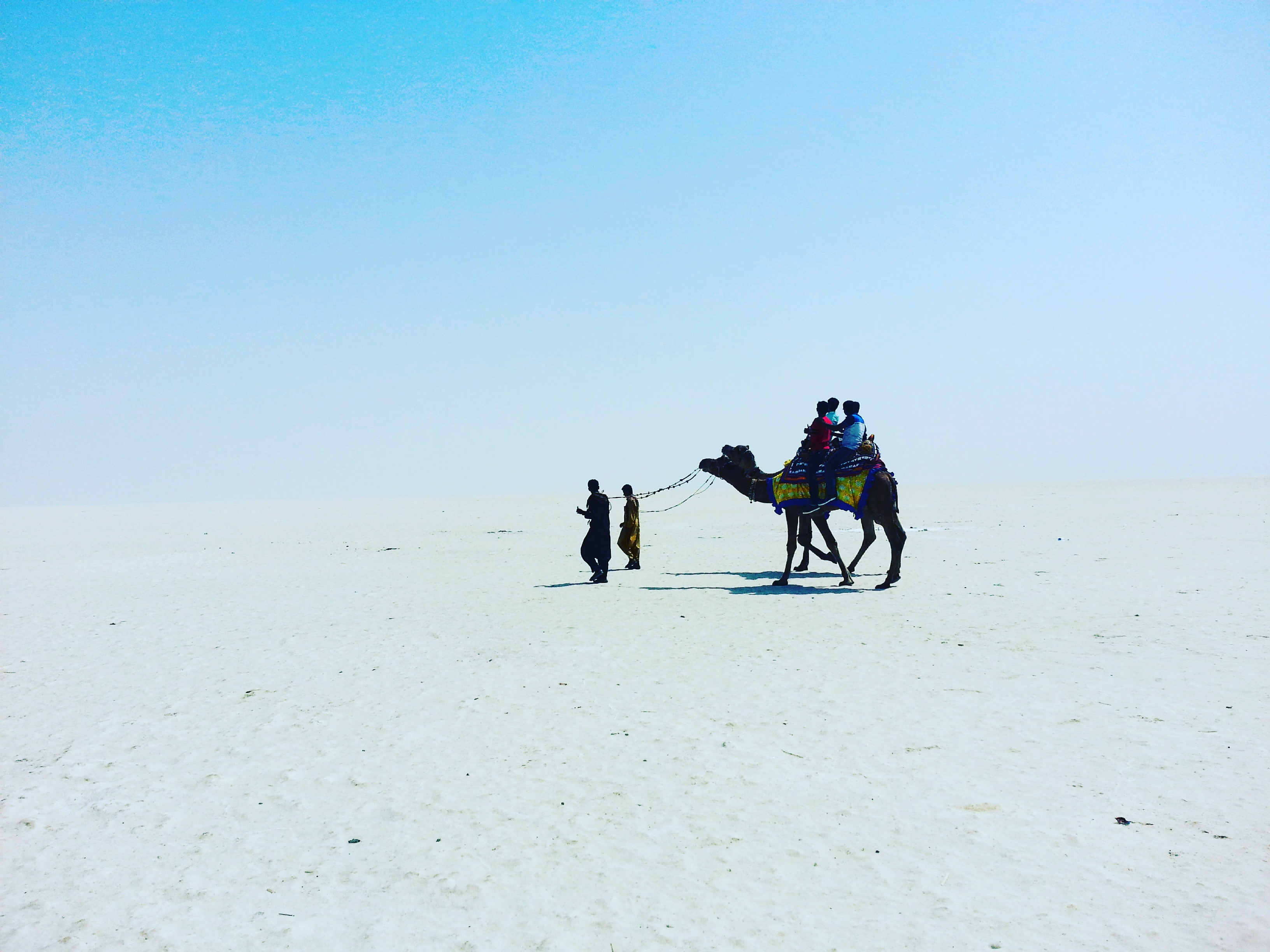
جمال في ران كوتش
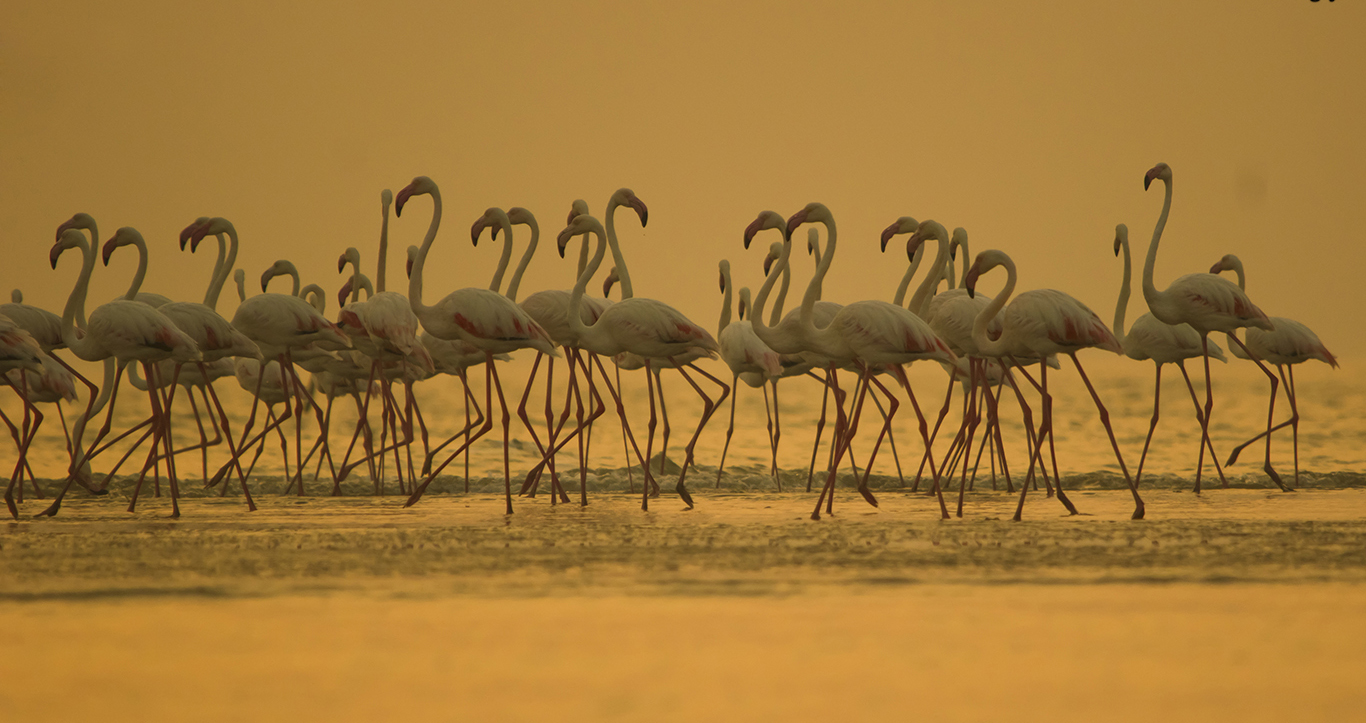
نحام أكبر في ران كوتش

### الحياة البرية
وجد علماء الحفريات في أوائل ثمانينيات القرن العشرين مستحاثات بيض لما لا يقل عن 13 من الديناصورات في بالاسينور. اكتشف في الولاية ديناصور آكل اللحوم يدعى Rajasurus narmadensis والذي عاش في أواخر العصر الطباشيري. وعثر في قرية دهولي دُنْغري على آثار Sanajeh indicus وهو ثعبان مادتسويداي.
ذكر تقرير حالة الغابات في الهند لعام 2011 أن 9.7% من إجمالي مساحة الولاية هي غابات حرجية، الولاية هي الموئل الوحيد الباقي للأسد الآسيوي وللآسود عامة خارج إفريقيا. يوجد في الولاية أعداد من النمور الهندية لكنها تعاني من فقدان الموائل، فمثلا شوهد ببر بنغالي يزعم أنه من راتاباني في ولاية مدهيا براديش في منطقة لونافادا في منطقة ماهيساجار في شرق الولاية، ثم عثر عليه ميتًا في وقت لاحق ويُرجح أنه مات من الجوع.

## السكان
بلغ عدد سكان الولاية 60,439,692 نسمة (31,491,260 من الذكور و28,948,432 من الإناث) في تعداد عام 2011. تبلغ الكثافة السكانية 308 أشخاص لكل كيلومتر مربع (800 شخص/ميل مربع)، أي أقل من الولايات الهندية الأخرى. تبلغ نسبة الجنس في الولاية 918 أنثى لكل 1000 ذكر في عام 2011، وهي واحدة من أدنى المعدلات (المرتبة 24) بين 29 ولاية في الهند.
أكبر الطبقات بالولاية طبقة كولي الزراعية التي تشكل 24٪ من إجمالي سكان الولاية. أغلب سكان الولاية يتحدثون اللغة الكجراتية، ولكن تنتشر في أحمد أباد وفادودارا وسورت العديد من المجموعات العرقية واللغات الأخرى التي تتكلم لغات أخرى،أصل هذه المجموعات من الذي هاجروا إلى الولاية من الولايات الأخرى للعمل. أبرز تلك الأقليات شعب المارواري، وهناك أيضا أقليات صغيرة من الهنود البرتغاليون والهنود الإنجليز واليهود والبارسيون.

### الدين
الدين في كجرات (2011)
ذكر تعداد 2011 أن الدين في الولاية كالآتي 88.57% من السكان هندوس و9.67% مسلمون 0.96% جاينيون و0.52% مسيحيون و0.10% سيخ و0.05% بوذيين و0.03% آخرين وحوالي 0.1٪ لم يذكروا أي انتماء ديني. يوجد في الولاية ثالث أكبر عدد من الجاينيين في الهند، بعد مهاراشترا وراجستان، وجميعهم تقريبا يعيشون في مناطق حضرية مثل فادودارا وأحمد أباد وسورت.

### اللغات
اللغات في كجرات (2011)
الكجراتية هي اللغة الرسمية للولاية ويتحدث بها 86% من سكان الولاية أي 52 مليون شخص (اعتبارا من عام 2011). الهندية هي ثاني أكبر لغة متحدثة والتي يتحدث أكثر من 6% من السكان. يتحدث بالمراثية في المناطق الحضرية. يتحدث 88% من المسلمون الكجراتيون الكجراتية و12% الآخرين يتحدثون الأردية، نسبة كبيرة من المسلمين الكجراتية ثنائيو اللغة. بسبب هجرة بعض من سكان الولايات الأخرى إليها فيتحدث في المراكز الحضرية باللغات الإنجليزية البنغالية والكنادية والماليالامية والمارواري ولغة الأوريا واللغة البنجابية واللغة التاميلية واللغة التيلوغوية وغيرها.

## الحكم
يحكم الولاية جمعية تشريعية تنتخب كل خمس سنوات من 182 عضوا 13 مقعد منها للطوائف المهمشة و27 دائرة للقبائل المهمشة. تنتخب الجمعية التشريعية رئيسا يرأس اجتماعات الهيئة التشريعية. يعين رئيس الهند حاكم الولاية. السكرتير الرئيسي الحالي لولاية كجرات هو راج كومار والمدير العام للشرطة هو فيكاس ساهاي.
حكم المؤتمر الوطني الهندي ولاية بومباي (ولايتي كجرات ومهاراشترا الحالية) بعد استقلال الهند في عام 1947 واستمر في حكم الولاية بعد إنشاء الولاية في عام 1960. تسببت حالة الطوارئ في الهند في فترة 1975-1977 تآكل شعبية حزب المؤتمر الوطني لكنه استمر في حكم الولاية حتى عام 1995. خسر حزب المؤتمر أمام حزب بهاراتيا جاناتا (BJP) بقيادة كيشوبهاي باتل في انتخابات الجمعية عام 1995 وأصبح باتل رئيس الوزراء. استمرت الحكومة لمدة عامين فقط بسبب الخلافات داخل حزب بهاراتيا جاناتا.
فاز حزب بهاراتيا بأغلبية في انتخابات عام 1998، استقال كيشوباي باتيل من الحزب في عام 2001 وتولى ناريندرا مودي السلطة. فاز حزب بهاراتيا جاناتا أيضا بالأغلبية في انتخابات 2002 واستمر مودي في رئاسة الوزراء، أصبح في 1 يونيو 2007 أطول شخص يرأس الولاية. احتفظ حزب بهاراتيا جاناتا بالسلطة في انتخابات عامي 2007 و 2012 واستمر مودي في رئاسة الوزراء، حتى أصبح رئيس وزراء الهند في عام 2014. تبعته في المنصب أنانديبين باتيل أول امرأة تتولى هذا المنصب ثم فيجاي روباني في 7 أغسطس 2016 بعدما استقالت أنانديبين باتيل في 3 أغسطس، أصبح بوبندرابهاي باتيل رئيسا للوزراء في سبتمبر 2021 بعد استقالة فيجاي روباني.

### التقسيم الإداري
يوجد في الولاية 33 مقاطعة و250 تالوكا. وهي:
- Surat
- مقاطعة بهاروش
- دانجز
- Navsari
- Tapi
- منطقة فالساد
- مديرية نرمادة
- منطقة أحمد أباد
- Vadodara
- Anand
- Chhota Udaipur  [لغات أخرى]‏
- Dahod
- Kheda
- Mahisagar
- بانشمال
- منطقة غاندي نغر  [لغات أخرى]‏
- Aravalli
- باناسكانتا
- Mehsana
- باتان
- ساباركانتا
- Rajkot
- Jamnagar
- منطقة امرالي
- Bhavnagar
- Botad
- Devbhoomi Dwarka  [لغات أخرى]‏
- Gir Somnath  [لغات أخرى]‏
- Junagadh
- Morbi
- Porbandar
- Surendranagar
- كوتش

### المراكز الحضرية
| المدن والبلدات الكبرى في كجرات تعداد 2011 | المدن والبلدات الكبرى في كجرات تعداد 2011 | المدن والبلدات الكبرى في كجرات تعداد 2011 | المدن والبلدات الكبرى في كجرات تعداد 2011 | المدن والبلدات الكبرى في كجرات تعداد 2011 | المدن والبلدات الكبرى في كجرات تعداد 2011 | المدن والبلدات الكبرى في كجرات تعداد 2011 | المدن والبلدات الكبرى في كجرات تعداد 2011 | المدن والبلدات الكبرى في كجرات تعداد 2011 | المدن والبلدات الكبرى في كجرات تعداد 2011 |
|                                           | الترتيب                                   |                                           | مقاطعات                                   | السكان                                    | الترتيب                                   |                                           | مقاطعات                                   | السكان                                    |                                           |
| ----------------------------------------- | ----------------------------------------- | ----------------------------------------- | ----------------------------------------- | ----------------------------------------- | ----------------------------------------- | ----------------------------------------- | ----------------------------------------- | ----------------------------------------- | ----------------------------------------- |
| أحمد آباد سورت                            | 1                                         | أحمد آباد                                 | أحمد آباد                                 | 6,357,693                                 | 11                                        | موربي                                     | Morbi                                     | 210,451                                   | فادودارا راجكوت                           |
| أحمد آباد سورت                            | 2                                         | سورت                                      | Surat                                     | 5,935,000                                 | 12                                        | أناند                                     | Anand                                     | 209,410                                   | فادودارا راجكوت                           |
| أحمد آباد سورت                            | 3                                         | فادودارا                                  | Vadodara                                  | 4,065,771                                 | 13                                        | مهسانا                                    | Mehsana                                   | 190,753                                   | فادودارا راجكوت                           |
| أحمد آباد سورت                            | 4                                         | راجكوت                                    | Rajkot                                    | 1,390,640                                 | 14                                        | سارندرنجر                                 | Surendranagar                             | 177,851                                   | فادودارا راجكوت                           |
| أحمد آباد سورت                            | 5                                         | بهافا نجر                                 | Bhavnagar                                 | 605,882                                   | 15                                        | فيرافال                                   | Gir Somnath                               | 171,121                                   | فادودارا راجكوت                           |
| أحمد آباد سورت                            | 6                                         | جام نجر                                   | Jamnagar                                  | 479,920                                   | 16                                        | نافساري                                   | Navsari                                   | 171,109                                   | فادودارا راجكوت                           |
| أحمد آباد سورت                            | 7                                         | جوناغاد                                   | Junagadh                                  | 319,462                                   | 17                                        | بهروش                                     | بهروش                                     | 169,007                                   | فادودارا راجكوت                           |
| أحمد آباد سورت                            | 8                                         | غانديناغار                                | Gandhinagar                               | 292,167                                   | 18                                        | فابي                                      | فالساد                                    | 163,630                                   | فادودارا راجكوت                           |
| أحمد آباد سورت                            | 9                                         | غانديدام                                  | Kutch                                     | 248,705                                   | 19                                        | بوربندر                                   | Porbandar                                 | 152,760                                   | فادودارا راجكوت                           |
| أحمد آباد سورت                            | 10                                        | نادياد                                    | Kheda                                     | 225,071                                   | 20                                        | بوج                                       | كوتش                                      | 148,834                                   | فادودارا راجكوت                           |

## الاقتصاد

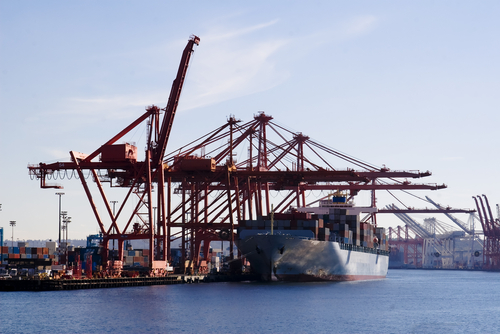
ميناء موندرا في كوتش

كان للشركات الكجراتية دور اقتصادي كبير في مدينتي كراتشي ومومباي خلال العهد البريطاني. ذكر تقرير لمكتب العمل في شانديغار في عام 2012 كانت نسبة البطالة في الولاية بنسبة 1٪ مقابل المعدل الوطني البالغ 3.8٪. ذكر مؤشر الازدهار العالمي لمعهد ليجاتوم لعام 2012 أن الولاية واحدة من أعلى ولايتين في الهند في مسائل رأس المال الاجتماعي.
تتصدر الولاية ولايات الهند في الصناعات الدوائية بنسبة 33٪ من الإنتاج و28٪ من الصادرات الدوائية، إذ يوجد في الولاية 130 مصنع للأدوية تعتمدها إدارة الغذاء والدواء وتعد أحمد آباد وفادودارا من مراكز الصناعة الدوائية الرئيسة فتتواجد في المدينتين العديد من الشركات الدوائية الكبرى والصغرى. الولاية هي الولاية الأولى في الحرية الاقتصادية في الهند وفقا لتقرير عام 2009 عن الحرية الاقتصادية لمعهد كاتو.
حوالي 85% من قرى كجرات مرتبطة بشبكة طرق ملائمة. جميع القرى في كجرات التي يبلغ عددها 18,000 قرية متصلة بالشبكة الكهربائية. تتصدر الولاية ولايات الهند في توليد الكهرباء الحرارية القائمة على الغاز بحصة سوقية تتجاوز 8%، وتحتل المرتبة الثانية على مستوى البلاد في توليد الكهرباء النووية بحصة سوقية تزيد عن 1% في عام 2015.
يُزرع بالولاية القطن والفول السوداني والتمور وقصب السكر والحليب ومشتقاته. سجلت الولاية نمو زراعي بنسبة 12.8٪ في السنوات الخمس من عام 2005 إلى عام 2010 مقابل المعدل الوطني البالغ 2٪. سجلت الولاية أعلى معدل نمو زراعي عشري بنسبة 10.97٪. أكثر من 20٪ من تكتلات S&P CNX 500 لديها مكاتب في الولاية.

### الصناعة

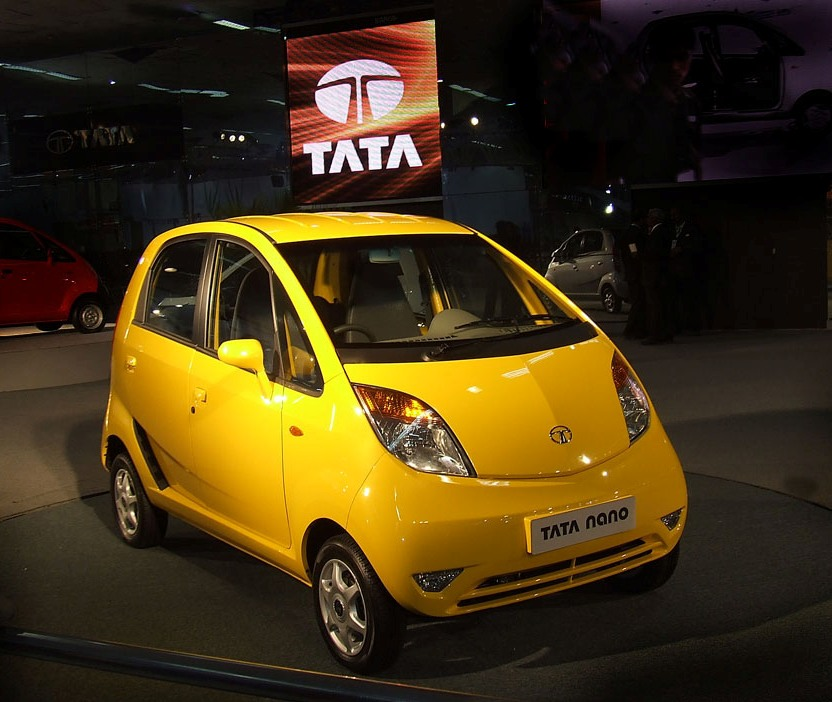
سيارة تاتا نانو السيارة الأقل تكلفة في العالم. التي تنتج في ساناند في كجرات

تتركز الصناعة في مدن أحمد أباد وسورت وفادودارا وراجكوت وجام نجر وبهافا نجر. صنفت مجلة فوربس مدينة أحمد أباد ثالث أسرع المدن نمواً في العالم بعد مدينتي تشنغدو وتشونغتشينغ الصينيتين في عام 2010. الولاية غنية بالكالسيت والجص والمنغنيز والفحم البني والبوكسيت والحجر الجيري والعقيق والفلسبار والمرو، فمثلا قُطع 92% من إنتاج العالم من الألماس في عام 2003 وصقل في سورت في عام 2003. توظف صناعة الألماس 500,000 شخص في الولاية.
وقعت حكومة الولاية 21,000 مذكرة تفاهم بقيمة إجمالية قدرها 2.5 مليون كرور روبية في قمة المستثمرين العالمية في الولاية النابضة بالحياة التي أقيمت في 11 و 13 يناير 2015.

### الطاقة

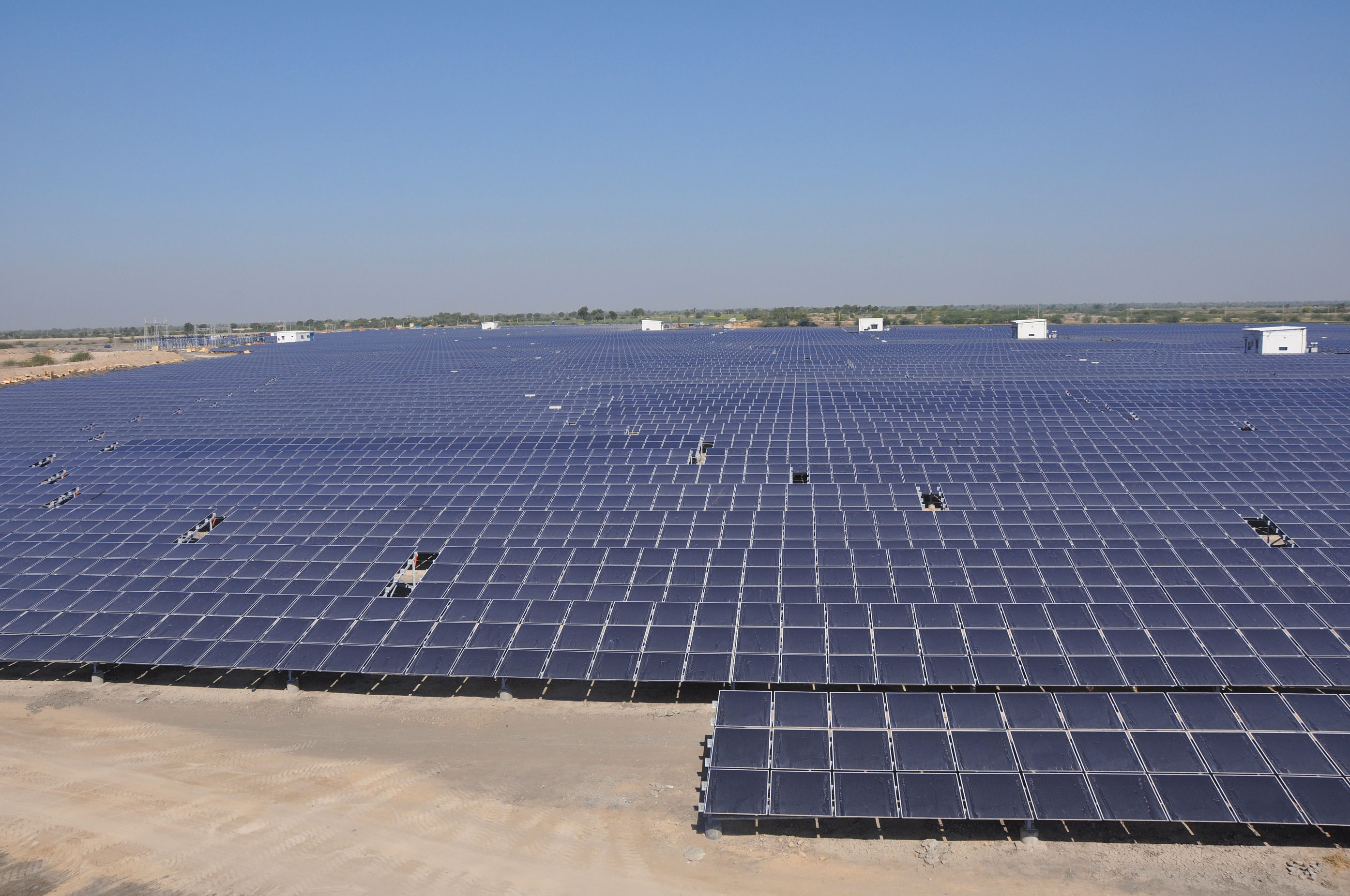
محطة أستون فيلد لتوليد الطاقة الشمسية بقدرة 11.5 ميجاوات في الولاية

بلغ الطلب الأقصى على الطاقة في الولاية 20,277 ميجاوات في أبريل 2022. بلغت القدرة الإجمالية لتوليد الطاقة في الولاية هي 44,127.43 ميجاوات تشكل الطاقة الحرارية 25,688.66 ميجاوات منها، بينما تشكل الطاقة المتجددة 17,879.77 ميجاوات وتشكل الطاقة النووية 559 ميجاوات. من قدرة إنتاج الطاقة المتجددة 9,209 ميجاوات منها تأتي من طاقة الرياح و7,180 ميجاوات من الطاقة الشمسية في مارس 2022.
ذكرت المصادر الرسمية أن الطلب على الطاقة في الولاية بلغ 40,793 مليون وحدة في الأشهر التسعة منذ أبريل 2010، وبينما أنتجت الولاية 43,848 مليون وحدة. أي أن للولاية فائض من الكهرباء، تصدره إلى الولاية التالية: راجستان وتاميل نادو وأتر برديش ومهاراشترا وأندرا برديش ودلهي وهاريانا وكرناتكا وتشاتيسغار وأوتاراخند ومدهيا براديش والبنغال الغربية.

### الزراعة
توجد ثلاث ركائز أساسية للنمو الزراعي في الولاية هي إنتاج القطن وإنتاج الماشية والفواكه والخضروات وأخيرا إنتاج القمح الذي شهد معدل نمو سنوي بمتوسط 28% بين عامي 2000 و2008 حسب المعهد الدولي لبحوث السياسات الغذائية. والمنتجات الزراعية الأساسية الأخرى الثيوم والفول السوداني والأرز والذرة والقمح والخردل والسمسم والبازلاء والجرام الأخضر وقصب السكر والمانجو والموز والليمون والجوافة والطماطم والبطاطس والبصل والكمون والثوم وبذور القطونة والشمرة. شهد القطاع الزراعي في الولاية في عام 2012 نمو بنسبة 9% بينما كان نمو الهند وقتها ما يقارب 3%. وقد أثنى على هذا الإنجاز الرئيس الهندي السابق الدكتور أبو بكر زين العابدين عبد الكلام.
يتعزز التنوع المناخي (8 مناطق مناخية للزراعة) ووجود 4 جامعات زراعية في الولاية نمو هذا القطاع وتعزز كفاءته؛ من استخدام الزراعة عالية التقنية مثل زراعة الأنسجة والبيوت المحمية والبنية التحتية القوية والتي تشمل التخزين البارد ووحدات المعالجة والمراكز اللوجستية والمرافق الاستشارية.
تلعب تربية الماشية وإنتاج الألبان دور حيوي في الاقتصاد الريفي في الولاية، تعمل مزارع إنتاج الألبان على أساس تعاوني وتضم أكثر من مليون عضو، الولاية هي أكبر منتج للحليب في الهند. أشهر تلك التعاونيات الاتحاد التعاوني لحليب أمول ذو شعبية في الهند وتأسس في عام 1946، ولديه أكبر مصنع ألبان في آسيا. كانت الشركة من مُطلقي الثورة البيضاء في الهند وهو أكبر برنامج لتطوير منتجات الألبان في العالم، بعد انتهاء البرنامج أصبحت الهند التي تعاني من نقص الحليب أكبر منتج للحليب في العالم في عام 2010. يهدف نموذج الشركة إلى إلغاء الاستغلال الوسطاء.
تُصنّف 70٪ من مساحة الولاية كمناطق شبه قاحلة إلى قاحلة مناخيًا مما يزيد من على الحاجة إلى الماء والطلب عليه بالولاية. تُروى 16-17٪ من المساحات الزراعية عبر قنوات ري تابعة للحكومة بينما تُروى 83-84٪ عبر آبار خاصة تستنزف المياه الجوفية. لهذا تواجه الولاية مشكلة نضوب المياه الجوفية خاصة مع ارتفاع الطلب على المياه في الستينيات مع ربط القرى بشبكة كهربائية جيدة وهو الذي أدى إلى ازدياد استخدام المضخات الكهربائية التي تستخرج المياه الجوفية في الثمانينيات والتسعينيات. تجاوزت أغلب المناطق معدلات استخراج المياه الجوفية في عام 1990 معدلات إعادة تغذية المياه الجوفية، وقتها كانت 37.5٪ فقط من مناطق الولاية لم تتجاوز حد إعادة التغذية. أصبح موضوع الحفاظ على المياه الجوفية ومنع الفقد غير الضروري للمياه الجوفية مشكلة رئيسية تواجه الولاية. بدأت الولاية في عام 2012 تجربة لتقليل تبخير المياه ولزيادة الاستدامة في المنطقة عن طريق تركيب ألواح شمسية فوق قنوات الري. على عكس العديد من مشاريع الطاقة الشمسية لا يستهلك هذا المشروع مساحات واسعة من الأرض حيث تبنى الألواح فوق القنوات وليس على أرض إضافية.

### السياحة

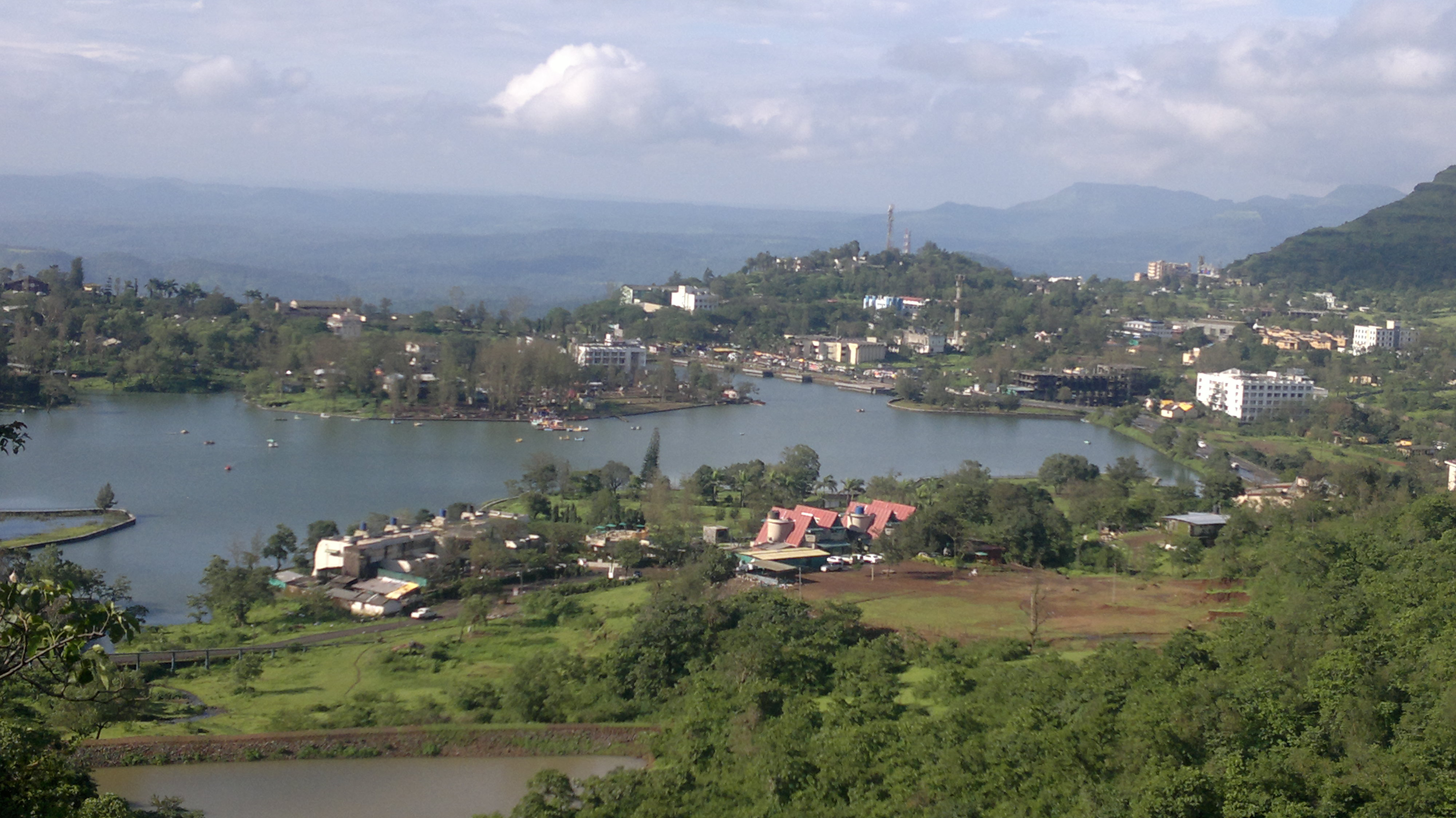
محطة سابوترا

الولاية جاذبة للسياحة ففيها مناطق طبيعية مثل ران كوتش وتلال سابوترا. للولاية عمارة مميزة ناتجة من امتزاج طراز البناء الجيني مع العمارة الإسلامية. كجرات هي أيضًا مسقط رأس شخصيات بارزة مثل المهاتما غاندي وسردار فالاباي باتيل اللذين أثرا بقوة في حركة استقلال الهند. وفي الوقت الحالي، يشغل أميتاب باتشان حاليًا منصب سفير العلامة التجارية لشركة كجرات للسياحة.

#### المتاحف

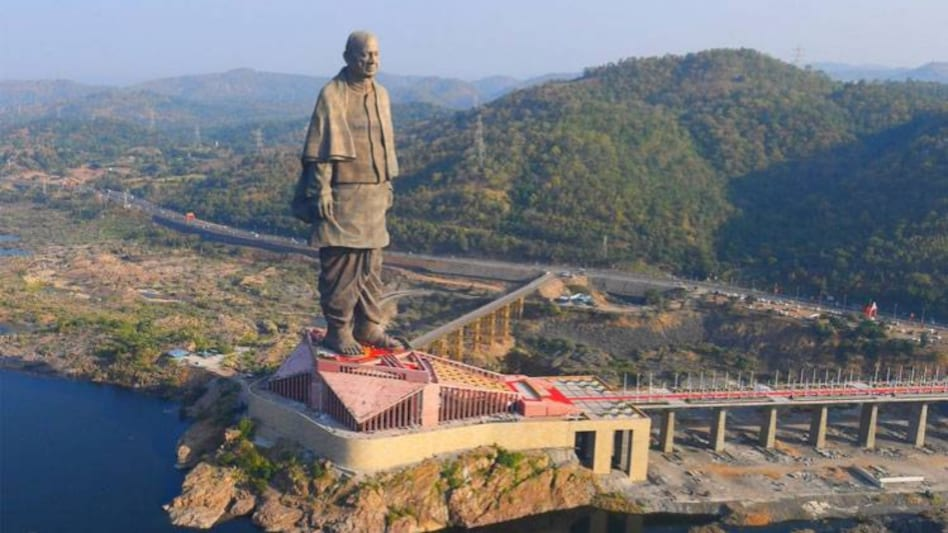
تمثال الوحدة في مواجهة سد ساردار ساروفار على نهر نارمادا في مستعمرة كيفاديا

بالولاية مجموعة متنوعة من المتاحف تديرها إدارة المتاحف بالولاية التي تتخذ من متحف الولاية الرئيسي ومتحف بارودا ومعرض صور فادودارا مقرًا لها. بالولاية ثلاث متاحف متعلقة بمهاتما غاندي هي متحف كيرتي ماندير في بوربندر الذي ولد فيه غاندي، وسابارماتي أشرم المكان الذي بدأت فيه مسيرة الملح، ووكابا غاندي نو ديلو في راجكوت اللذان عاش فيهما.
تضم الولاية متاحف أخرى مثل متحف كوتش في بهوج والذي تأسس عام 1877 هو أقدم ومتحف واتسون للتاريخ والثقافة البشرية في راجكوت ومدينة كجرات للعلوم والنصب التذكاري الوطني لسردار فالاباي باتيل في أحمد أباد. كشفت حكومة الولاية في أكتوبر 2018 عن تمثال الوحدة وهو أطول تمثال في العالم بطول 182 متر لتكريم ساردار باتيل، أصبح التمثل معلمًا سياحيًا حيث يجذب أكثر من 30,000 زائر يوميًا.

#### المواقع الدينية
بالولاية العديد المواقع الدينية منها موقع سومناث أول مواقع الجيوتيرلينغاوهو مذكور في ريجفيدا، ومعابد دواراكاديش ورادها دامودار وجوناغاد وداكور وهي معابد مخصصة لعبادة كريشنا ومواقع حج هندوسي ومعبد الشمس. ومواقع أمباجي وداكور وشملاجي وشوتيلا وبشاراجي وماهودي وشانخيشوار، وجبل باليتانا الذي يقدسه مجتمع سفيتامبارا وديغامبارا جاين والذي به أكثر من 900 معبد.

## التعليم
يُدير مجلس كجرات للتعليم الثانوي والعالي (GSHSEB) المدارس الحكومية في الولاية، لكن معظم المدارس الخاصة في كجرات المجلس المركزي للتعليم الثانوي (CBSE) أو مجلس امتحانات شهادة المدرسة الهندية (CISCE). تضم الولاية 13 جامعة حكومية وأربع جامعات متخصصة في العلوم الزراعية. بدأت إدارة التعليم العالي والتقني في حكومة كجرات مبادرة الدراسة في الولاية لترويج لمكانة كجرات كمركز تعليمي في الهند.

### البحوث

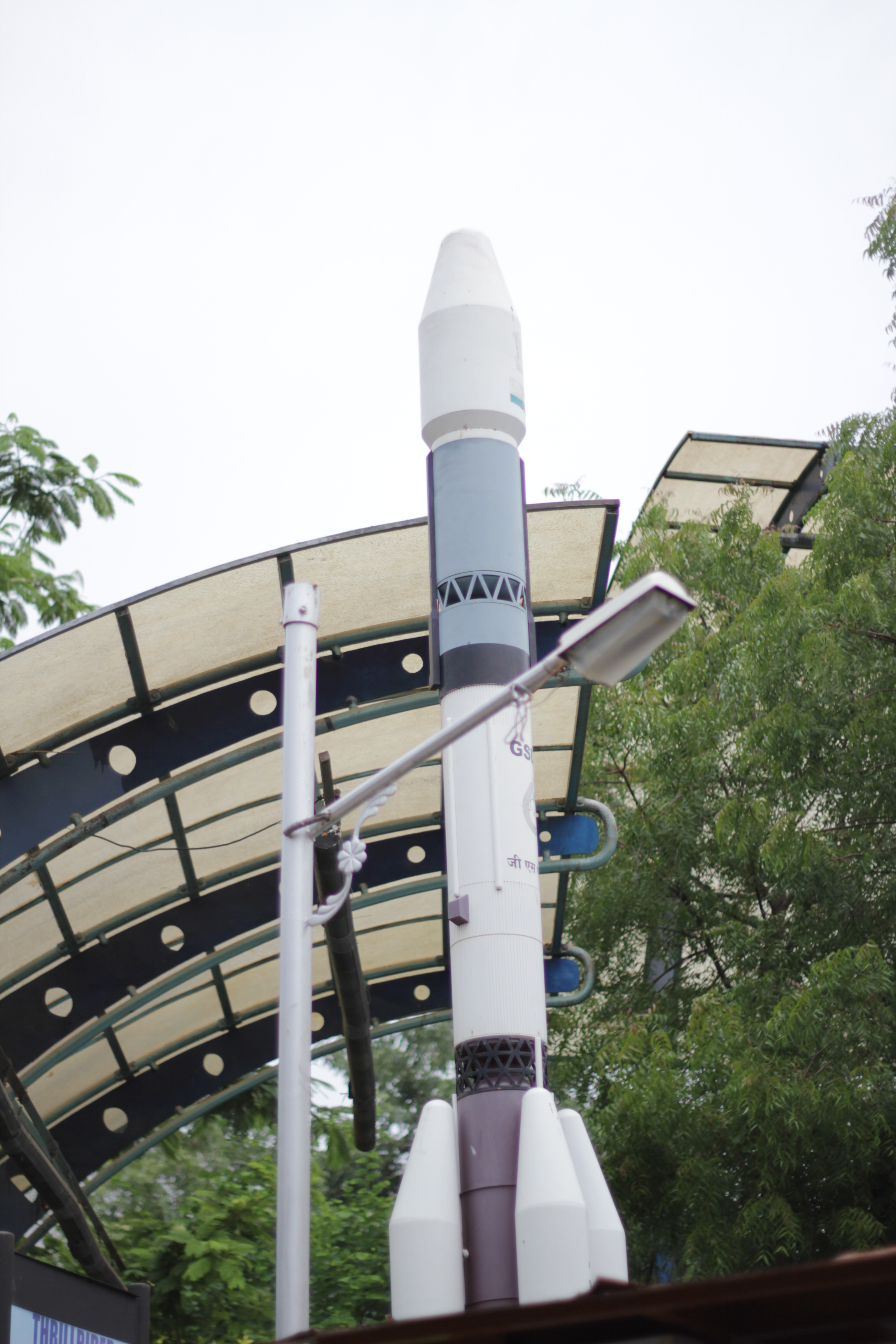
نموذج صاروخ في المدينة

يوجد في أحمد آباد مركز التطبيقات الفضائية (SAC) هو مؤسسة بحثية تعمل تحت إشراف منظمة أبحاث الفضاء الهندية (ISRO)، متخصصة في أبحاث الفضاء والاتصالات الساتلية، كان للعالم الكجراتي فيكرام سارابهاي دور كبير في تأسيسه. أسس العام أيضًا مختبر البحوث الفيزيائية وهو معهد يهتم بمجالات الفيزياء الفلكية والنظام الشمسي والإشعاع الكوني. وكان له دور في تأسيس المعهد الهندي للإدارة في أحمد أباد الذي هو من أفضل معاهد الإدارة في الهند.
أطلقت حكومة الولاية مدينة كجرات للعلوم وهي مبادرة تهدف إلى جذب المزيد من الطلاب نحو تعلم العلوم، تضم المدينة أول مسرح IMAX 3D في الهند وحديقة الطاقة وقاعة للعلوم ومدرج ونوافير موسيقية راقصة وغيرها. يُصنف معهد الإدارة التابع لجامعة نيرما ضمن أفضل كليات إدارة الأعمال في الهند. بالولاية أيضا المعهد الدولي للدراسات الإدارية والتقنية ورابطة مدارس الإدارة الهندية وجمعية أبحاث صناعة النسيج في أحمد آباد. أطلقت IIMT STUDIES برنامج GET SET GO في عام 2013 بالتعاون مع جامعة كجرات التكنولوجية ومجتمع كجرات للمعرفة وقسم التعليم الفني التابع لحكومة الولاية.

## النقل

### النقل الجوي
يوجد ثلاثة مطارات دولية (أحمد آباد وسورات وفادودارا) في الولاية، وتسعة مطارات محلية (بهافناغار وبوج وجامناغار وكاندلا وبوربندر وراجكوت وأمريلي وكيشود) بالإضافة إلى مطارين خاصين (موندرا وميتابور) وثلاث قواعد عسكرية (بوج وجامناغار وناليا). يبنى حاليًا مطارين آخرين (أنكليشوار وراجكوت). هناك ثلاثة مطارات مهجورة في ديسا وماندفي ومهسنا ويُستخدم الأخير مدرسة للطيران. أنشئت حكومة الولاية شركة الولاية للبنية التحتية للطيران المحدودة لدعم تطوير البنية التحتية للطيران في الولاية. تشغل هذه المطارات وتمتلكها إما هيئة مطارات الهند أو القوات الجوية الهندية أو حكومة الولاية أو الشركات الخاصة.

### السكة الحديد
تقع الولاية ضمن منطقة السكك الحديدية الغربية للسكك الحديدية الهندية. لأهم محطة بالولاية هي محطة سكة حديد أحمد آباد بسبب موقعها المركزي بالولاية وكونها أكبر مدينة بالولاية، ومن المحطات الأخرى المهمة محطة سكة حديد سورت وفادودارا. تخطط السكك الحديدية الهندية لطريق شحن مخصص للسكك الحديدية بين دلهي ومومباي يمر عبر الولاية.[بحاجة لمصدر]
بدأ بناء نظام نقل سريع في مدينة أحمد أباد وغانديناغار بطول 39.259 كم (24.394 ميل) في 14 مارس 2015، ومن المتوقع أن يكتمل بحلول عام 2024.

### النقل البحري
بالولاية ميناء كاندلا وهو واحد من أكبر الموانئ التي تخدم غرب الهند، ومن الموانئ الأخرى المهمة ميناء نافلاخي وميناء ماجدالا وميناء بيبافاف وميناء بيدي وميناء بوربندر وميناء فيرافال وميناء موندرا المملوك للقطاع الخاص.

### الطرق
شركة النقل البري بالولاية (GSRTC) هي الجهة الأساسية المسؤولة عن تقديم خدمات الحافلات في الولاية وكذلك للولايات المجاورة، وتقدم الشركة مجموعة متنوعة من الخدمات الأخرى.

## الثقافة

### الأدب
برز في تاريخ الأدب الكجراتي عدد من الأسماء من بينها هيمشاندراشاريا ونارسين ميهتا ومير باي وبريماناند بهات وشمال بهات ودايارام ودالباترام ونارماد وجوفاردانرام تريباثي والمهاتما غاندي وكانايالال مانكلال مونشي وأوماشانكار جوشي وسوريش جوشي وسوامينارايان وبانالال باتيل وراجندرا شاه. من أشهر الأعمال الأدبية الكجراتية عمل فاتشانامروت للراهب سوامينارايان وشريماد راجشاندرا فاشنمروت وشري أتما سيدي شاسترا للفيلسوف والشاعر الجايني شريماد راجشاندرا (معلم المهاتما غاندي في القرن 19).

### السينما
بدأت صناعة السينما الكجراتية في عام 1932 عندما أُصدر فيلم نارسين ميهتا. ازدهرت السينما في الثمانينات ثم تراجعت بعدها. أنتجت صناعة السينما هذه أكثر من ألف فيلم منذ إنشائها. أعلنت حكومة كجرات عن إعفاء ضريبي بنسبة 100% للأفلام الكجراتية في عام 2005 وأقرت سياسة حوافز في عام 2016.

### المطبخ

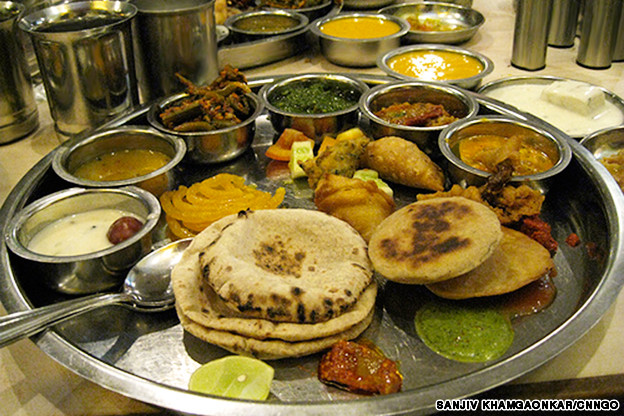
طبق كجراتي تقليدي

مطبخ كجرات يرتكز بشكل رئيسي على الأطعمة النباتية، لكن هناك العديد من المجتمعات مثل كولي باتيل وغانشي والمجتمعات المسلمة والبارسيين الذين يضيفون المأكولات البحرية والدجاج ولحم الضأن إلى أطباقهم.

### انتشار الثقافة
بسبب موقع الولاية على بحر العرب واتصالها بالعالم الخارجي منذ العصور القديمة فقد انتشرت ثقافة الولاية مع سكانها الذين هاجروا واستقروا في أنحاء متفرقة من العالم مثل الخليج العربي والشرق الأوسط والقرن الأفريقي وهونغ كونغ وإندونيسيا والفلبين، وذلك قبل فترة طويلة من ظهور إمبراطورية الماراثا والاحتلال البريطاني للولاية.
ذكر المؤرخون الغربيون مثل إسطرابون وكاسيوس ديو في أوائل القرن الأول وجود الكجراتيون في البحر الأبيض المتوسط فذكر أن الراهب البوذي زارمانوشيغاس من سمنية قابل نقولا الدمشقي في أنطاكية خلال حكم الإمبراطور أغسطس الإمبراطور الروماني ومن ثم انتقل إلى أثينا حيث أحرق هناك نفسه ليثبت صحة إيمانه. دفن الراهب سرامانا هناك وذكر على قبره يزال مرئيًا في عصر بلوتارخ، الذي ذكر نقشًا يحمل اسم ΖΑΡΜΑΝΟΧΗΓΑΣ ΙΝΔΟΣ ΑΠΟ ΒΑΡΓΟΣΗΣ، أي السيد سرامانا من باريغازا في الهند، شاهد بلوطرخس القبر.
يعتقد البعض أن الأمير فيجايا أبو الشعب السنهالي كان ابن الملك سيمهابا حاكم سيمهابورا (المعروفة اليوم بسيهور بالقرب من بهافناغار)، يٌذكر أن والده طرده من مملكته فغادر مع مجموعة من المغامرين حتى وصل سريلانكا.
هاجر الكثير من الهنود إلى إندونيسيا والفلبين وأغلبهم من الولاية. يعتقد البعض أن الملك آجي ساكا، الذي يُقال إنه هاجر إلى جاوة في إندونيسيا في العام الأول من التقويم الساكي، كان من ملوك كجرات. يُعتقد أن الأمير دروفافيجايا الكجراتي أسس أولى المستوطنات الهندية في الفلبين وجزيرة جاوة برفقة 5000 تاجر. تُشير بعض الروايات إلى أن براهمي يُدعى تريتريستا كان أول من المهاجرين الكجراتيين إلى جاوة وتتشابه قصة البراهمي مع قصة آجي ساكا.

## الولايات الشقيقة
- نيوجيرسي، الولايات المتحدة (سبتمبر 2019)[212]
- ديلاوير، الولايات المتحدة (سبتمبر 2019)[213]
- كاليفورنيا، الولايات المتحدة[214]
- محافظة هيوغو، اليابان (نوفمبر 2019)[215][216]
- غوانغدونغ، الصين (2014)[217][218]
- مقاطعة أستراخان، روسيا[219][220]

## ثبت المراجع
- أحمد محمود الساداتي (1959)، تاريخ المُسلمين في شبه القارَّة الهنديَّة وحضارتهم: الدولة المغوليَّة، القاهرة: مكتبة الآداب للنشر والتوزيع، ج. 2، QID:Q115912807
- لوبون، غوستاف (2014). حضارات الهند. ترجمة: زعيتر، عادل. مؤسسة هنداوي.
- Bleeker، Claas Jouco؛ Widengren، Geo (1971). Historia Religionum: Religions of the present. Brill. ج. II. ISBN:9789004025981. مؤرشف من الأصل في 2023-10-04.
- Boyce، Mary (2001). Zoroastrians: Their Religious Beliefs and Practices (ط. 2nd). New York: Routledge & Kegan Paul. ISBN:9780415239028. مؤرشف من الأصل في 2024-03-28.
- Hodivala، Shahpurshah Hormasji (1920). Studies in Parsi History. Bombay: Captain Print Works.
- Jackson، Abraham Valentine Williams (1906). Persia Past and Present: A Book of Travel and Research, with More Than Two Hundred Illustrations and a Map. The Macmillan Company. مؤرشف من الأصل في 2023-10-04.
- Khanbaghi، Aptin (2006). The Fire, the Star and the Cross: Minority Religions in Medieval and Early Modern Iran (ط. reprint). I. B. Tauris. ISBN:9781845110567. مؤرشف من الأصل في 2023-12-21.